# 日吉神社 (御嵩町比衣)
日吉神社（ひよしじんじゃ）は、岐阜県可児郡御嵩町比衣に鎮座する神社（日吉神社）。

## 概要
可児郡御嵩町比衣（可児郡比衣村→可児郡伏見町比衣）の産土神社である。
創建時期は不詳。
1955年（昭和30年）、岐阜県神社庁より銀幣社の指定を受ける。

## 主祭神
- 大山咋神